# Peridiscaceae
Peridiscaceae es una familia de plantas neotropicales que consta de dos géneros monotípicos, nativos de la Amazonía. Sin embargo, según Soltis et al. el género  Soyauxia nativo de África se debería incluir en esta familia.
En el sistema Cronquist, esta familia estaba clasificada en Violales y en el sistema APG II ha sido incluida en Saxifragales.